# Grecia agli XI Giochi olimpici invernali
La Grecia partecipò agli XI Giochi olimpici invernali, svoltisi a Sapporo, Giappone, dal 3 al 13 febbraio 1972, con una delegazione di 3 atleti impegnati in una disciplina.